# Sidi Khouiled
Sidi Khouiled là một đô thị thuộc tỉnh Ouargla, Algérie. Dân số thời điểm năm 2002 là 4.309 người.